# Hoplocryptus bellosus
Hoplocryptus bellosus là một loài tò vò trong họ Ichneumonidae.